# 物見の塔
『物見の塔』（ものみのとう、Belvedere（ベルヴェデーレ））は、オランダの画家マウリッツ・エッシャーによる1958年5月に制作されたリトグラフ作品である。一見すると正常な形状の展望台が描かれているが、実際には不可能物体になっている。
原題の"belvedere"は、イタリア語で「美しい景色」の意味である。

## 構図
この作品には、二次元の画面上に、三次元の制約から解放された不可能物体が描かれている。描かれているのは、三次元の直方体状の3階建ての展望台である。2階と3階は側面が開いており、最上階の上に柱に支えられた屋根がある。1階と3階の描写は正常であるが、2階は上側では長辺が鑑賞者から見て左側を向いているのに対し、下側では右側を向いているように描かれている。下側では手前に描かれている柱が、上側では奥になっている。この2階部分の「ねじれ」により、2階の内側から架けられた梯子が3階では外側に接している。
展望台の下に座っている男性は、ネッカーの立方体を元にした不可能立方体を持っており、足元にはネッカーの立方体が描かれた紙が置かれている。この作品の主題となっている展望台自体が、ネッカーの立方体の錯視を元にしている。
展望台の下の階段を昇ろうとする女性は、ヒエロニムス・ボスの1500年の三連祭壇画『快楽の園』右翼パネルに描かれた人物がモデルとなっている。このパネルは地獄を描いたものであり、1935年にエッシャーがその一部をリトグラフで再現した。
背景に描かれているのはイタリア・アブルッツォ州のモローネ山地の一部である。エッシャーは1920年代から1930年代にかけてイタリアに滞在した際、この地を何度も訪れている。